# Delphinium winklerianum
Delphinium winklerianum är en ranunkelväxtart som beskrevs av Ernst Huth. Delphinium winklerianum ingår i släktet storriddarsporrar, och familjen ranunkelväxter. Inga underarter finns listade i Catalogue of Life.